# Swords of Bane
Swords of Bane est un jeu vidéo de type wargame développé par Astros Production et publié par Cases Computer Simulations en 1986 sur ZX Spectrum. Il se déroule dans un univers médiéval-fantastique dans lequel le joueur contrôle les unités de la garde impériale chargé de stopper une invasion de monstres. Au début du jeu, le joueur peut choisir le niveau de difficulté. Il dispose ensuite d’une certaine quantité d’or qu’il peut dépenser pour acheter les troupes qu’il souhaite intégrer à son armée. Ces troupes incluent notamment des guerriers armé de masses, d’épées, de lances ou d’arc, et des magiciens capable de lancer des sorts. La disquette du jeu contient deux versions de celui-ci, une pour le ZX Spectrum 48k et une pour le 128k. Cette dernière inclut deux nouveaux scénarios se déroulant sur deux nouvelles cartes représentant une forêt et une auberge,.

## Accueil
| Swords of Bane |      |       |
| Média          | Pays | Notes |
| Computer Gamer | GB   | 50 %  |
| Crash          | GB   | 77 %  |
| Sinclair User  | GB   | 7/10  |